# Централен окръг (Израел)
Централния окръг е един от 6-те окръга в Израел, с площ 1294 км2 и население 2 196 100 души (по оценка от декември 2018 г.).. Административен център е град Рамла (не бива да се бърка с гр. Рамала, временна столица на Палестинската автономия).

## Население
Населението на окръга през декември 2018 година е 2 196 100 души, от тях 1 915 169 % са евреи, 179 325 % са араби, а 99 829 жители са от други етнически групи.